# Vilmos Nagybaczoni Nagy
Vilmos Nagybaczoni Nagy, madžarski general, * 1884, † 1976.